# 江南分省
江南分省是指清代江南省在康熙年间开始分离，形成安徽、江苏两省的过程。

## 分省过程
1644年，清军入关之后，攻占南直隶后，改为“江南省”，辖区大体为今安徽、江苏和上海的两省一市范围。最初，清廷设一位江南布政使司（驻江宁府），以及三巡抚（江宁巡抚、凤庐巡抚和操江巡抚）。根据康熙年间的《大清会典》，布政使为一省之长。因此江南布政使的到任，可以认为江南省成立。
顺治十八年（1661年），江南布政使分为左、右两位，分驻江宁府、苏州府。右布政使辖宁、镇、苏、松、常，左布政使辖余下地方。然这两位布政使仍冠以“江南”头衔，所以不可能认为江南分省。
康熙五年（1666年）五月，裁鳳廬巡撫，所属庐州、凤阳二府，滁、和两个州归并安徽巡抚管理；淮安府、扬州府二府及徐州隶属江南右布政使司。此时左、右两布政使辖境已经和现在安徽、江苏两省十分接近。康熙六年，左、右布政使分别改为安徽布政使、江苏布政使（这是“安徽”、“江苏”这两个省名出现之始），依然分驻江宁府、苏州府，但江宁府本身属于江苏布政使辖境。但康熙朝大清会典仍然记载全国为十四行省，所以这里的两个布政使辖境还只是两省的雏形罢了。另外，康熙二十九年，分定江南、浙江洋汛，嵊泗地域划归江南省江苏布政使司的崇明县。
乾隆十三年，乾隆皇帝正式开始修订新大清会典，王安国提出原大清会典名不副实，遂开始修编新会典，乾隆二十九年，新《清会典》修成，从法律层面确定了顺治末、康熙初江南等三省分省的结果。